# Kathrin Drehkopf
Kathrin Drehkopf (* in Hamburg) ist eine deutsche Journalistin und Moderatorin. Seit 2019 ist sie Moderatorin des Medienmagazins Zapp beim NDR.

## Leben
Drehkopf ist in Hamburg geboren und aufgewachsen. Sie studierte Kommunikationswissenschaft, Politikwissenschaft und amerikanische Kulturgeschichte auf Magister an der Ludwig-Maximilians-Universität München. Danach absolvierte sie eine Ausbildung zur Redakteurin an der Berliner Journalisten-Schule.
Drehkopf arbeitete ab 2008 im Wirtschaftsressort bei NDR Info. Seit 2012 ist sie Autorin des Medienmagazins Zapp, das sie seit 2019 auch moderiert. Besondere Aufmerksamkeit erfuhr ein Interview mit dem ARD-Vorsitzenden Kai Gniffke, das Drehkopf gemeinsam mit Tilo Jung 2023 führte. In der eineinhalbstündigen Sonderausgabe des Magazins Zapp unter dem Titel Die Zukunft der ARD stellten Drehkopf und Jung viele kritische Fragen zum System des Öffentlich-rechtlichen Rundfunks und hakten wiederholt bei Gniffke nach, als sie diesen zur Berechtigung seiner Gehaltshöhe fragten.
Drehkopf ist Mutter.